# Échec au gang
Série Poubelle
L'exécuteur vous salue bien
(1977)
Pour plus de détails, voir Fiche technique et Distribution.
Échec au gang (La banda del gobbo) est un film italien poliziottesco-film d'action réalisé par Umberto Lenzi sorti en 1978. Ce film est le dernier de la collaboration entre Lenzi et Tomás Milián.

## Synopsis
Le criminel italien surnommé le Bossu (en italien : il gobbo) retourne à Rome après son emprisonnement en Corse. Avec son jeune frère et d'autres complices, il envisage un raid sur un camion blindé. Mais les choses tournent mal.

## Fiche technique
Sauf indication contraire, les informations mentionnées dans cette section peuvent être confirmées par la base de données cinématographiques IMDb,  présente dans la section « Liens externes ».
- Titre : Échec au gang
- Titre original : La banda del gobbo (litt. « La Bande du bossu »)
- Réalisation : Umberto Lenzi
- Scénario : Umberto Lenzi
- Producteur : Luciano Martino
- Maison de production : Dania Film/Medusa
- Musique : Franco Micalizzi
- Photographie : Federico Zanni
- Durée : 98 min
- Genre : Action, thiller, film de gangsters et poliziottesco
- Pays : Italie
- Année de sortie :
  - Italie : 18 août 1978

## Distribution
- Tomas Milian (VF : Sady Rebbot et Gérard Hernandez) : Le Bossu / Poubelle (un double rôle)
- Pino Colizzi (VF : Marc de Georgi) : Commissaire Sarti
- Mario Piave (VF : Daniel Brémont) : commissaire Valenzi
- Isa Danieli : Maria
- Salvatore Borgese (VF : Jacques Balutin) : Milo Dragovic, Albanese
- Luciano Catenacci (VF : Serge Lhorca) : Perrone
- Guido Leontini (VF : Georges Atlas) : Mario Di Gennaro, Er Sogliola
- Nello Pazzafini (VF : Jacques Deschamps) : Carmine Ciacci
- Solvi Stübing : Marika Engver

## Sortie
Échec au gang est sorti en Italie le 18 août 1978, où il a été distribué par Medusa.

## Autour du film: Le Bossu et Poubelle
- Il s'agit de la troisième aventure du criminel Poubelle,  après le film La Mort en sursis (Il trucido e lo sbirro) d'Umberto Lenzi sorti en 1976 et L'exécuteur vous salue bien tourné en 1977 par Stelvio Massi.
- Il s'agit de la deuxième aventure du criminel Le Bossu, frère aîné et jumeau de Poubelle après le film Brigade spéciale (Roma a mano armata) d'Umberto Lenzi sorti en 1976.

Ces deux personnages, imaginés par le scénariste Dardano Sacchetti et Lenzi, sont incarnés par l'acteur Tomás Milián.